# Boudewijn Tarenskeen
Dirk Jozef Boudewijn Tarenskeen (Hollandia, 15 december 1952) is een Nederlands componist.

## Loopbaan
Tarenskeen legde in 1960 de eerste steen voor een nieuw gebouwde Hogere Burgerschool in Hollandia. Het gezin vestigde zich in 1962 vanuit Nieuw-Guinea in Wageningen. Het zag er toen niet naar uit dat hij in de muziekwereld zou belanden; hij wilde eigenlijk naar het seminarie. Via Gregoriaanse muziek, klassieke muziek en volksdansen kwam de interesse toch en na de middelbare school nam hij hoboles bij de muziekschool in Amsterdam. Hoboleraar was Rolf Knap, lessen in muziektheorie kreeg hij van Hans Dillen. Een vervolgstudie vond plaats aan het Muzieklyceum Amsterdam bij Marion Mosler (1973). Voor compositieleer ging hij studeren aan het Haags Conservatorium bij Peter Schat, Louis Andriessen (1974-1979) en ten slotte Konrad Boehmer weer in Amsterdam (1979).
De Algemene muziek encyclopedie vermeldt de werken.
- 1975: Machtelt I, dramatische cantate voor zangeres en blaasinstrumenten
- 1976: Pentagom voor tien instrumenten
- 1978: Dwaze moeders, wat hij zelf omschreef als “straatmuziek”
- 1979: De terugkeer van Sandino, idem voor straatorkest
- 1980: Schreber, a court opera, muziektheater voor solisten, koor en ensemble (over Daniel Paul Schreber
- 1980: Lermontov, muziektheater voor zes acteurs of zangers en ensemble
- 1981: Elegia prima, voor tenor, koor en accordeon
- 1983: Nonette, opdracht van Het Nationale Ballet
- 1983: Cantus, cantus, opdracht van Shaffy Theater
- 1983: De blauwe appel, kameropera voor Lyrische Komedie,

Binnen zijn werkzaamheden als componist kreeg Tarenskeen tal van opdrachten van gerenommeerde orkesten en ensembles. Onder meer het Rotterdams Philharmonisch Orkest, Metropole Orkest, het Nederlands Ballet Orkest, Asko❘Schönberg, Orkest De Volharding en het Nederlands Blazersensemble schakelden hem in. Bovendien schreef hij liederen voor artiesten Ramses Shaffy, Hadewych Minis, Annet Malherbe en Adelheid Roosen. Ook toneelregisseurs en choreografen als Gerardjan Rijnders (Toneelgroep Amsterdam, Stadsschouwburg) en Rudi van Dantzig schakelden hem in.
Een bijzonder project was het programma Winterreise, waarbij Wende Snijders (zangeres) en Gerard Bouwhuis (piano) door het land trokken. Andere projecten waren Rache (Ensemble Elktra), Saul (David Kewksilber), Kill the west in me (gamelanorkest) en Psalm 151 (zangers en accordeon). Samenwerking met Francine Houben van Mecanoo, Rodrigo Bandini, zoon Bo Tarenskeen (tekst, regie) en de Koninklijke Militaire Kapel "Johan Willem Friso" leidde tot een werk dat zijn première zou krijgen bij een onthulling van een virtueel Holocaustmonument, doch dat werd uitgesteld vanwege de coronapandemie.
In 2009 werd hij onderscheiden met de Matthijs Vermeulenprijs voor zijn werk Mattheaus passie, een lezing voor negentien zangers.

## Familie
Boudewijn is zoon van civiel-ingenieur Dirk Willem (Dick) Tarenskeen en Marie Thérèse (Titia) de Leeuw. Vader zat enige tijd in een jappenkamp, werd gemarteld en opgesloten in een dodencel, maar overleefde de oorlog wel. Broer Job Tarenskeen werd saxofonist en drummer bij Alquin, zus Pink Tarenskeen werd onder meer docent drama en sociale vaardigheden aan HAN University of Applied Sciences (HAN). Toneelschrijvers, -acteurs en –regisseurs Bo Tarenskeen (vernoemd naar Botho Strauß en Kasper Tarenskeen zijn zonen van Boudewijn en echtgenote actrice en scenarioschrijfster Moniek Kramer (Zadelpijn en ander damesleed, Lucia de B.); zij is dochter van ontwerper Friso Kramer en kleindochter van architect Piet Kramer